# Austrotyphlops nema
Austrotyphlops nema là một loài rắn trong họ Typhlopidae. Loài này được Shea & Horner miêu tả khoa học đầu tiên năm 1997.